# Miguel Cardona
Miguel Angel Cardona (ur. 11 lipca 1975 w Meriden) – amerykański pedagog i polityk pochodzenia portorykańskiego. W latach 2019–2021 komisarz edukacji stanu Connecticut, od 2 marca 2021 do 20 stycznia 2025 sekretarz edukacji Stanów Zjednoczonych.

## Życiorys

### Młodość i edukacja
Cardona urodził się 11 lipca 1975 w Meriden w stanie Connecticut. Jego rodzice byli Portorykańczykami. Jego językiem ojczystym jest hiszpański, w młodości miał problemy z nauką języka angielskiego. Ukończył H.C. Wilcox Technical High School. W 1997 roku zdobył tytuł Bachelor of Arts na Central Connecticut State University. W 2001 roku uzyskał tytuł Master of Education. W 2011 roku zdobył tytuł Doctor of Education.

### Praca zawodowa
Cardona rozpoczął pracę zawodową w Israel Putnam Elementary School. Następnie pełnił funkcję dyrektora Hanover Elementary School. W latach 2015–2019 pełnił funkcję asystenta kuratora oświaty Meriden. W sierpniu 2019 roku gubernator Connecticut, Ned Lamont nominował Miguela Cardonę na stanowisko stanowego komisarza edukacji.

### Sekretarz edukacji Stanów Zjednoczonych
22 grudnia 2020 Joe Biden nominował Miguela Cardonę na stanowisko sekretarza edukacji Stanów Zjednoczonych. 1 marca 2021 Senat Stanów Zjednoczonych stosunkiem głosów 64–33 zatwierdził nominację Miguela Cardony na to stanowisko. Dzień później, po zaprzysiężeniu przez wiceprezydent Kamalę Harris objął tę funkcję.